# Pieter Janssens Elinga
Pieter Janssens Elinga (18 de agosto de 1623–1682) fue un pintor holandés de la Edad de Oro. Se especializó en escenas de interiores domésticos, con un fuerte énfasis en los elementos geométricos rectangulares de ventanas, pinturas de mosaicos para pisos y otros elementos, así como algunas figuras de género. También pintó naturalezas muertas.
Nació en Brujas. Su padre fue Gisbrecht Janssens, quien probablemente le enseñó a pintar. Cuando se mudó a Rotterdam en 1653, cambió su nombre a Elinga. Se mudó a Amsterdam en 1657, donde probablemente murió. Aparece como vivo por última vez en un documento de 1657, cuando pagó un impuesto de capitación en Ámsterdam. Su viuda se encuentra registrada en la misma ciudad en un documento notarial como viuda en 1682. Elinga era seguidor de Pieter de Hooch y Willem Kalf.

## Legado
En la actualidad se le conoce por su caja de perspectiva, una de las 6 que se conservan intactas y que se encuentra expuesta en el Museo Bredius de La Haya. Las cajas de perspectiva servían para experimentar con la luz, elementos arquitectónicos y la técnica de la cámara oscura. Samuel van Hoogstraten también hizo una, que se exhibe en la Galería Nacional.
Dado su tamaño y su perspectiva retorcida, se cree que la pequeña pintura Vista de Delft de Carel Fabritius formó parte originalmente de una caja de perspectiva.